# Paolo Tortiglione
Paolo Tortiglione (Napoli, 1965) è un compositore e informatico italiano.

## Biografia
Dopo i primi studi di pianoforte, intraprende gli studi organistici presso il Conservatorio di San Pietro a Majella della sua città con Vincenzo De Gregorio, per proseguirli poi al Conservatorio di Santa Cecilia a Roma con Arturo Sacchetti.
Successivamente frequenta il Corso Superiore di Paleografia e Semiografia Musicale Rinascimentale presso il Pontificio Istituto di Musica Sacra di Roma. Conseguito il magistero, si trasferisce al Conservatorio di Milano dove si diploma in composizione, polifonia vocale, organo e musica elettronica, studiando tra gli altri con Azio Corghi, Giancarlo Parodi, Edoardo Farina e Alvise Vidolin. Nel 1997 ottiene inoltre il diploma di perfezionamento in composizione dell'Accademia nazionale di Santa Cecilia.
Si è interessato ai risvolti applicativi in ambito artistico delle più moderne teorie scientifiche ed informatiche. Dagli anni ottanta si interessa allo studio di programmazione e sistemistica e, dopo aver collaborato con il centro di musica elettronica AGON nei primi anni novanta, inizia ad essere regolarmente chiamato come docente di ICT da aziende come IBM (per la quale crea oltre 15 esami di certificazione e scrive testi e manuali), Lotus, Olivetti, Microsoft, HP, NASA, Deloitte, Accenture, NATO e da enti internazionali come l'ONU e il WFP, oltre a imprese di sistemi di sicurezza avanzata per ambienti multimediali su larga scala, portali musicali, musica per immagine, sistemi broadband e broadcasting via internet e web. Per queste imprese ha realizzato, fra l'altro, sistemi di e-Learning per la musica elettronica che sono stati presentati alle conferenze internazionali del GARR e per la diffusione del materiale musicale in rete protetto da sistemi di codifica avanzata.
Ha scritto decine di voci per l'Enciclopedia Treccani e con oltre 65 puntate realizzate, è tra i conduttori di trasmissioni di approfondimento musicale su RAI Radio 3. Dopo aver insegnato Composizione al Conservatorio di Milano, è attualmente docente titolare di Armonia Contrappunto Fuga e Composizione e Analisi Musicale al Conservatorio San Pietro a Majella di Napoli.

## Produzione musicale
Suoi lavori hanno ricevuto il primo premio in numerosi concorsi, tra cui: IV Concorso Nazionale di Composizione di "Castagneto Carducci" di Livorno, IX Concorso Nazionale di Composizione Città di Belveglio, Olympia International Composition Prize dell'ERT, Concorso Nazionale di Composizione Organistica di San Giovanni in Persiceto, I Concorso Internazionale di Composizione Organistica "Giulio Viozzi" di Trieste, Concorso Internazionale di Composizione "Antonio Pedrotti" di Trento, I Concorso Internazionale di Composizione "Traiettorie Sonore" di Como, The Esoterics International Composition Prize di Seattle, 15th International Electronic Composition Prize della University of Miami, XIV International Composition Prize "ALEA III" di Boston e l'International Composers Competition Jihlava di Praga
Molto attivo nell'ambito della musica per danza ha realizzato importanti spettacoli di danza contemporanea, tra cui Echec, Eden e Surreale collaborando con il Milano's Contemporary Ballet. Ambito sperimentale in cui ha riversato particolare impegno sono le colonne sonore di video art, collaborando con registi quali Carl Burton e Kerry James Marshall.
Le sue musiche, oltre che essere pubblicate ed incise su diversi CD, sono state trasmesse da radio italiane ed estere (Sveriges Radio, ERT, RAI Radio3, Radio SRF 2 Kultur, TV2000 e Radio Vaticana) e sono state eseguite a Sacramento (Contemporary Brass Festival), Stoccolma (X° Electroacustic Music Festival), Atene (National Gallery), Milano (Orchestra i Pomeriggi Musicali, Teatro Carcano, Teatro dell'Elf, Triennale di Milano, Festival 5 giornate), Svezia Vaxjo Media Artes Festival, Roma (Nuova Consonanza, Federazione Cemat), Latina (Festival "Le forme del suono"), Tokyo (Istituto Italiano di Cultura), Lecce (Teatro Politeama Greco), nonché nei festival di Napoli, Assisi, Gorizia, Sofia e nelle università di Edimburgo, Grenoble, Istanbul, Eisenstadt, Miami e dell'Iowa. È tra i compositori principali del Milano's Contemporary Ballet che utilizza regolarmente le sue musiche per danza contemporanea e video-danza
Ha pubblicato per Ricordi, DeAgostini, Edipan, Berben, Rugginenti, Volontè, Curci e Da Vinci.

## Opere principali

### Musica per orchestra
- Ad un certo punto dopo la mezzanotte per grande orchestra
- 3 Variazioni per orchestra
- 3 improvvisazioni per orchestra d'archi
- Studio sinfonico per grande orchestra

### Musica da camera
- Chou per 5 percussionisti e live electronics
- Nemesis - Quartetto N°2 per archi (Edipan) - opera vincitrice dei concorsi di composizione di Atene e Livorno
- Variazioni sulla rosa per violino e pianoforte - opera vincitrice del concorso di composizione "Pedrotti" di Trento
- L'attimo rapito per violino, violoncello e pianoforte (Edizioni Berben) - opera vincitrice del concorso "Traiettorie Sonore" di Como e del Premio internazionale di composizione "ALEA III" di Boston
- Alli quattro per 4 fisarmoniche (Edizioni Berben)
- Five Music per violoncello e pianoforte (Da Vinci Edition) - opera vincitrice del call for score "Sonic Liberation Player"

### Computer music
- Dioxeya per computer e strumenti elettronici
- Tre Aforismi Elettronici per Computer e Strumenti Elettronici - opera segnalata al X Electron Music Festival di Stoccolma
- Il passaggio d'Enea' - per nastro magnetico solo
- Echec - Balletto per tre danzatrici
- Variazioni su un tema di Xenakis - per nastro solo
- Studio 1 - sulle formanti  - per nastro solo
- Studio 2 - Metamorfosi  - per nastro solo
- Paesaggi - per oboe e live electronics in MAX/MSP

### Musica per strumento solo
- Toccata e Finale sopra "Laetus Iperboream" per organo (Edizioni Berben) - opera vincitrice dei concorsi di composizione di Trieste e Bologna
- Intermedio I "…WU" per sax alto (Edizioni Berben)
- Intermedio II “…in sommi ritardi” per mandolino
- Candor Est Lucis Eaternae per grand'organo - Edizioni Curci

### Balletti
- Eden - balletto in un quadro
- Surreale - 4 coreografie su quadri di Magritte

## Pubblicazioni

### Volumi e saggi
- P. Tortiglione, Tecniche  per l’analisi della musica post-tonale, ISSN 2039-9715, https://doi.org/10.6092/issn.2039-9715/20916
- P. Tortiglione, La Musica Elettronica in Musica. Istituto Geografico De Agostini, 2000
- P. Tortiglione, Ricordo di Alvise Vidolin in 60 dB, La scuola veneziana di Musica Elettronica. Fondazioni Cini, 2009
- P. Tortiglione, Semiography and Semiology of Contemporary Music (prefazione di Guido Salvetti). Rugginenti Editore, 2012 (ISBN 978-88-7665-616-3)
- P. Tortiglione, Divara di Azio Corghi, piano and voices reduction, G.Ricordi & C., 1992
- P. Tortiglione, The Tailor of Gloucester di Douglas Young, G.Ricordi & C., 1992

### Articoli
- P. Tortiglione, Musica e Pubblicità – Un complesso rapporto in Rassegna Musicale Curci, Anno 71 N° 1, Gennaio 2018 (pp. 23-32)
- P. Tortiglione, La musica per l’immagine in Rassegna Musicale Curci, Anno 69 N° 3,  Settembre 2016 (pp. 17-24)
- P. Tortiglione, I sistemi di notazione musicale in Rassegna Musicale Curci, Anno 70 N° 1,  Gennaio 2017 (pp. 26-35)

- P. Tortiglione, Research on the index of thematic catalog of composers in Computing in Musicology: a directory of Research, vol. 5. Center for Computer Assisted Research in the Humanities/Stanford University, 1989
- P. Tortiglione, Intervista ad Antonio de Santis in Rivista Musicale Auditorium, anno II, N°4, I trim. 1990 (pp. 33–34)
- P. Tortiglione, Azio Corghi: La musica su tre dimensioni in Rivista Musicale Auditorium, anno II, N°5, II trim. 1990 (pp. 25–28)
- P. Tortiglione, Laboratorio di Informatica Musicale e Studio Agon in Rivista Musicale Auditorium, anno III, N°6, I trim. 1991 (pp. 52–54)
- P. Tortiglione, Musica Elettronica in Svezia in Rivista Musicale Auditorium, anno III, N°8, III trim. 1991 (pp. 45–46)
- P. Tortiglione, Musica ed altri passatempi, in Rivista Musicale Auditorium, anno III, N°8, III trim. 1991 (pp. 26–35)
- P. Tortiglione, “FLUXUS”: a project for a complete computer music workstation in Computing in Musicology: a directory of Research, vol. 8. Center for Computer Assisted Research in the Humanities/Stanford University, 1992
- P. Tortiglione, Rapporti tra creatività e formalismo nella percezione dell'emozione in Nuova Civiltà delle Macchine, anno XVI, N. 1-2, 1998 (pp. 171–177)